# Stenskäret
Stenskäret (Stenskar) is een Zweeds eiland behorend tot de Pite-archipel. Stenskäret is een van de buitenste eilanden van de archipel. Het is een steenklomp waarop langzaamaan zand en ander grondmateriaal is komen te liggen. Op sommige delen van het eiland staat een aantal bomen, maar het grootste deel van het eiland is kaal strand, dan wel begroeid met grassen en korstmos. Op het eiland vindt men ook empetrum en Artemisia campestriss ssp. Bottnica, een plant die alleen hier in de omgeving groeit.
Het eiland diende eeuwenlang als thuisbasis voor vissers in de Botnische Golf; restanten van een klein vissersdorp zijn terug te vinden in de omgeving van de nu meer permanente zomerhuisjes. Aangezien het eiland weinig bebost is, is het overgeleverd aan wind- en watererosie; overleven op het eiland is moeizaam. In 1979 werd het dan ook een natuurreservaat, om de natuur te beschermen. In 1997 werd het opgenomen in het veel grotere Natuurreservaat Bondöfjärd, dat meerdere eilanden van hetzelfde type herbergt. Stenskäret is opgenomen in de corridor Natura 2000.
Op het eiland zijn steenlabyrinten teruggevonden; men vraagt zich nog steeds af waartoe die dienden.
Andere eilanden in het reservaat: Lillhörun, Storhörun, Stor-Sandskäret, Lill-Sandskäret, Huvan, Sandskärsgrundet, Klinten, Tallskäret, Hällskäret, Hällskärsgrundet, Yttre Degerstensgrundet, Baljan, Medgrundet, Medgrundsrevet, Spaningsören, Storrevet, Lillrevet en Grundkallen.